# Испанцы в Канаде
Испанцы в Канаде (исп. Español-Canadienses, франц. Canadiens Espagnols) — это канадцы полного или частичного испанского происхождения или люди, имеющие гражданство Европейского Союза из Испании, а также из Канады.
Законы Испании (Закон об испанском гражданстве) ограничивают круг лиц, которые могут получить испанское гражданство из Латинской Америки, только родителями, бабушками и дедушками, которые когда-то имели испанское гражданство. Совсем недавно правовая система Испании предоставила гражданство кубинцам, которые могут доказать, что их предки иммигрировали на Кубу во время Гражданской войны в Испании (Закон об исторической памяти).

## История

### Испанское присутствие в Канаде

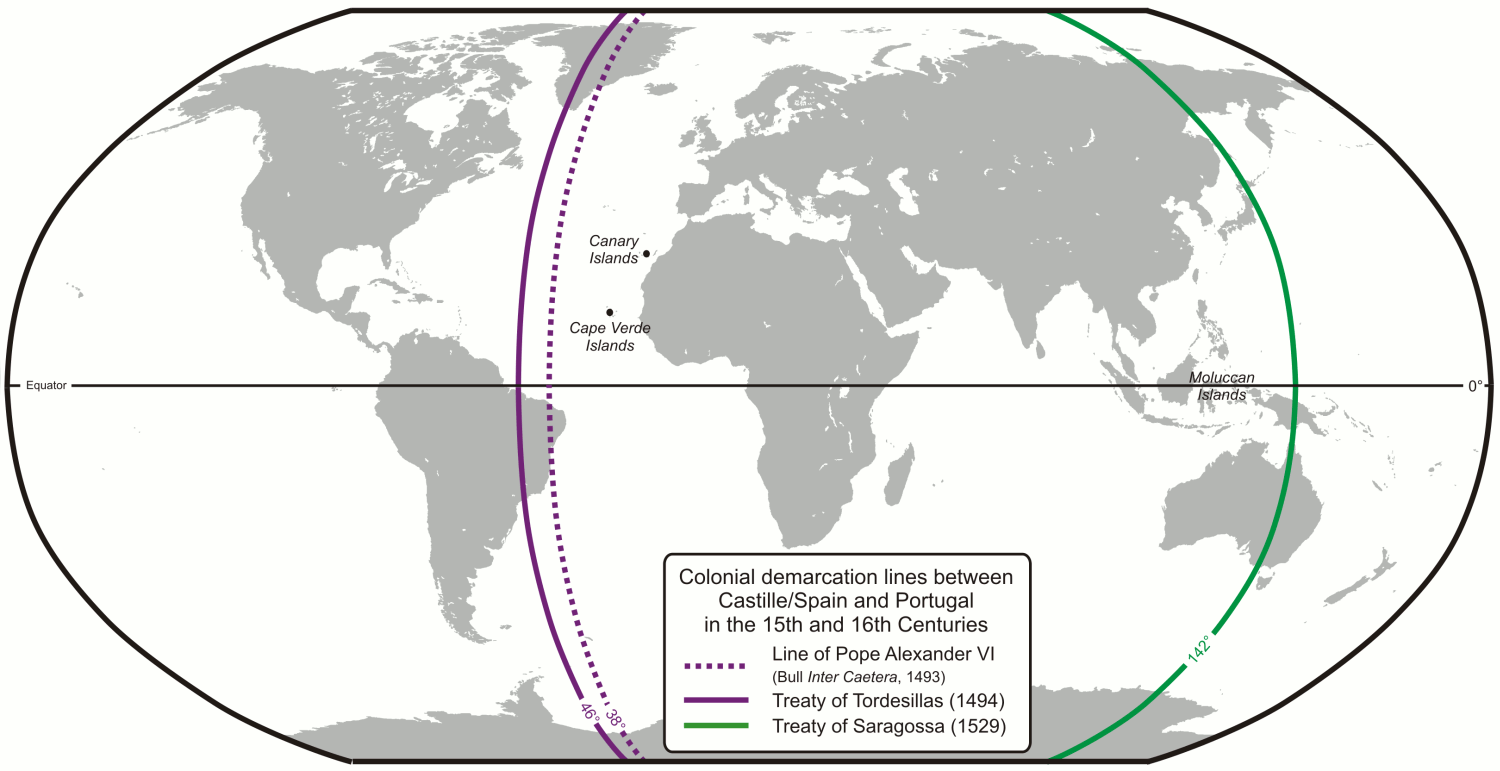
Линии, разделяющие нехристианский мир между Кастилией (современная Испания) и Португалией: меридиан Тордесильяс 1494 года (фиолетовый) и антимеридиан Сарагосы 1529 года (зеленый)

Испания имела земельные претензии на всю Канаду с тех пор, как Христофор Колумб открыл Новый Свет Испании 12 октября 1492 года. По Тордесильясскому договору, подписанному 7 июня 1494 года, Папа Александр VI разделил Новый Свет между Испанией и Португалией. Португалия получила восточную часть Бразилии, а Испания получила остальную часть, включая Канаду.
Позже испанский конкистадор и исследователь Васко Нуньес де Бальбоа стал первым европейцем, достигшим берега Тихого океана. Он совершил этот подвиг после трудного перехода через джунгли нынешней Панамы. Оказавшись там, Бальбоа объявил Тихий океан со всеми прилегающими землями владением Испании 13 сентября 1513 года.
Затем испанский исследователь греческого происхождения Хуан де Фука исследовал пролив Аньян в 1592 году, ныне известный как пролив Хуана де Фука, между островом Ванкувер, ныне частью Британской Колумбии и северо-западом штата Вашингтон.

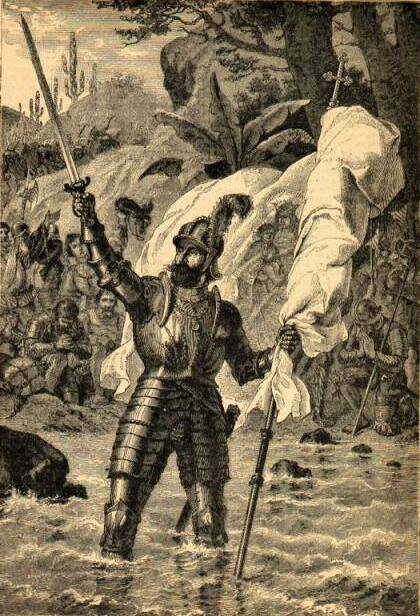
Васко Нуньес де Бальбоа

Люди из северо-западной Испании (баски) высаживались на Ньюфаундленде с конца XV века, чтобы сушить треску, которую они поймали в Большой банке Ньюфаундленда. К 1578 году Энтони Паркхерст, торговец, исследователь и защитник английского поселения в Ньюфаундленде, смог насчитать более 100 испанских судов в Ньюфаундленде, и все они искали треску. Напротив, уровень английской активности в этот период был довольно низким - Паркхерст утверждал, что в 1573 году на Ньюфаундленде было всего четыре английских корабля.

### Испанское присутствие на северо-западе Тихого океана

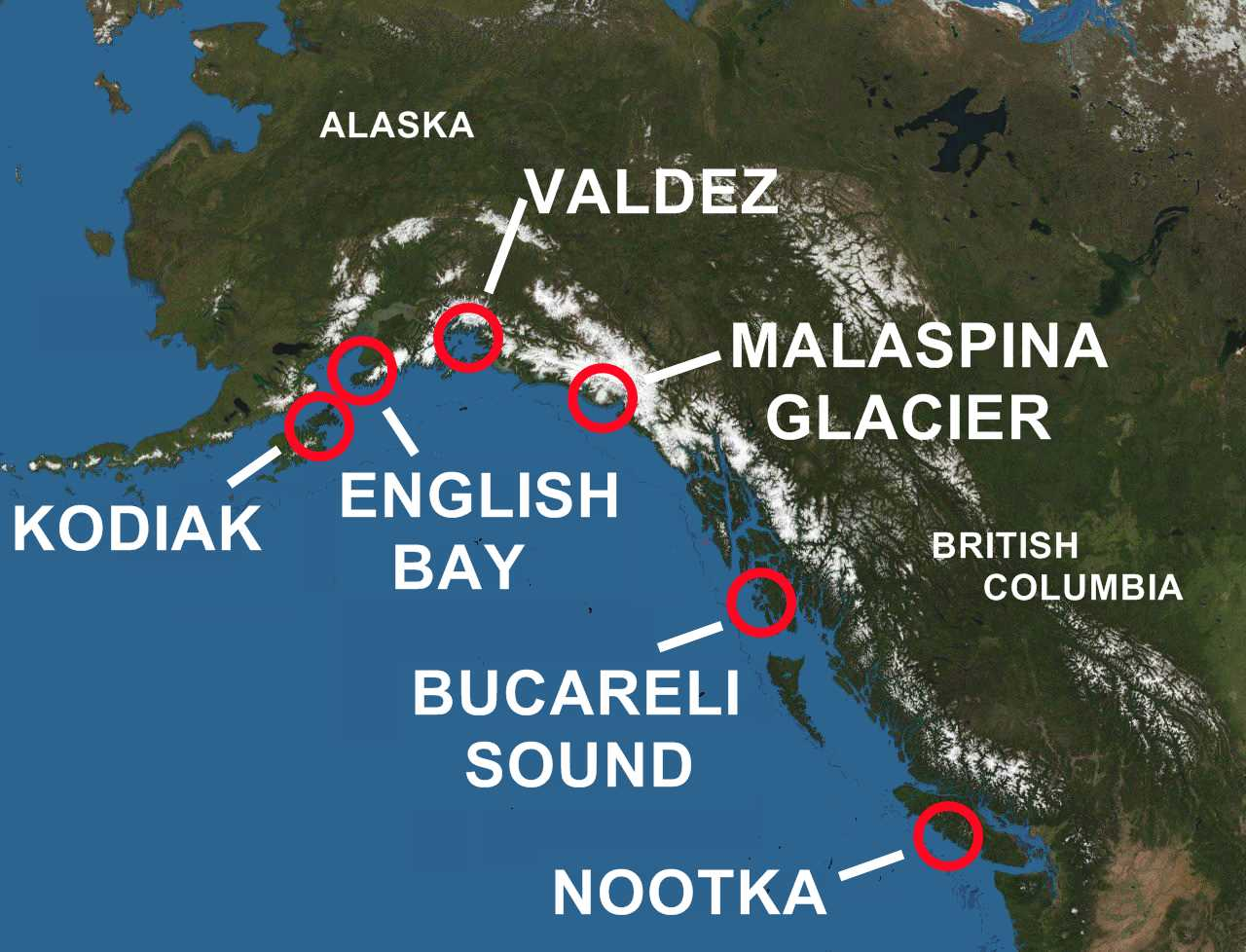
Районы Аляски и Британской Колумбии, исследованные испанскими исследователями

Начиная с середины XVIII века претензии Испании начали оспариваться британскими и русскими торговцами мехом. Король Испании Карл III и его преемники отправили ряд экспедиций в современную Канаду и Аляску между 1774 и 1793 годами, чтобы противостоять угрозе со стороны русских и британских колонизаторов и укрепить испанские притязания. В этот период истории было важно, чтобы притязания нации подкреплялись исследованиями и «первым европейским открытием» определенных мест.
Поскольку Испания была занята колонизацией Латинской Америки, Канада игнорировалась до 18 века, когда Испания предприняла попытку исследовать и построить форты в Британской Колумбии. Хотя считается, что сэр Фрэнсис Дрейк, возможно, исследовал побережье Британской Колумбии в 1579 году, именно Хуан Перес совершил первое задокументированное путешествие, которое состоялось в 1774 году. Хуан Франсиско де ла Бодега-и-Куадра исследовал побережье в 1775 году. Итак, Перес и де ла Бодега подтвердили претензии Испании на побережье Тихого океана, впервые сделанные Васко Нуньесом де Бальбоа в 1513 году.

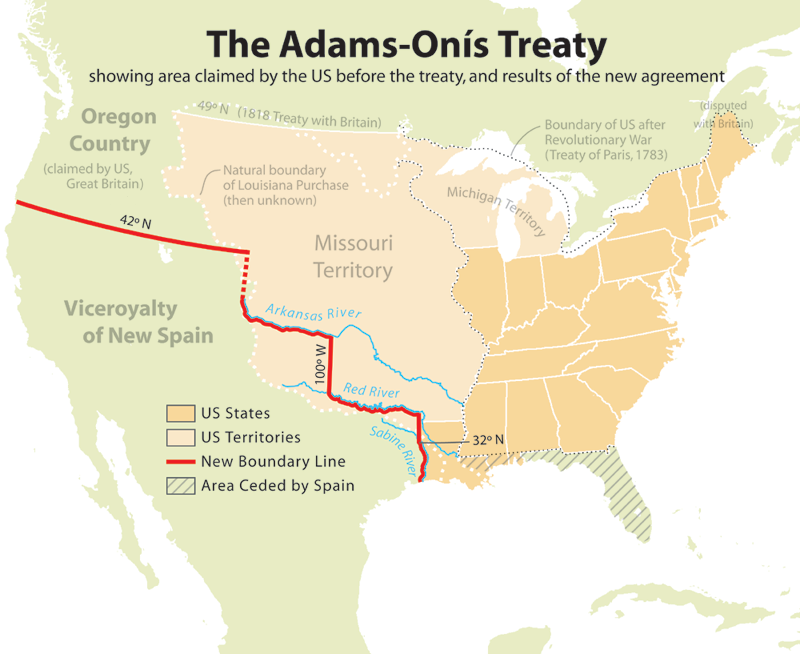
Карта, показывающая результаты договора Адамса—Ониса

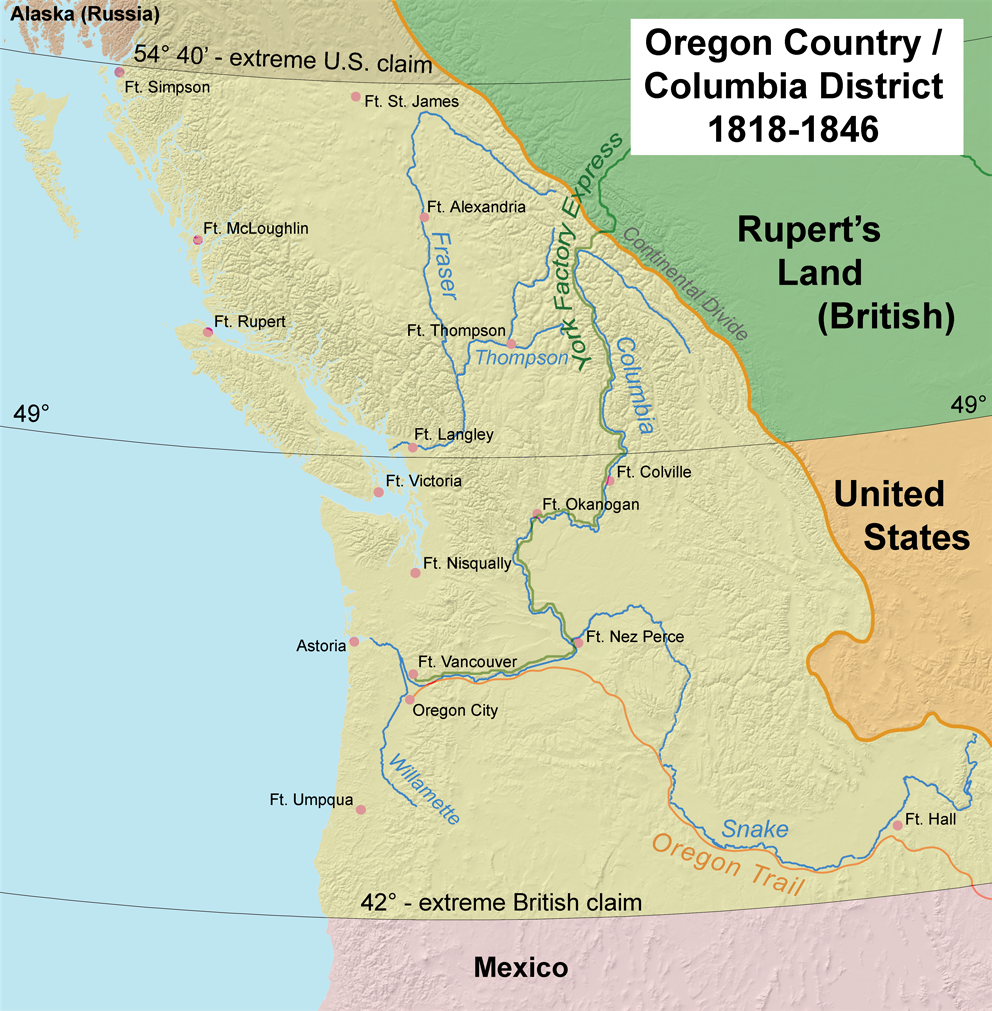
Карта территории Орегон, «совместно оккупированной» США и Великобританией.

### Испанский спор с Великобританией
Крупная война между Испанией и Великобританией из-за Британской Колумбии могла начаться из-за спора о проливе Нутка в 1789 году. В то время Испания послала Хосе Мартинеса занять пролив Нутка и установить исключительный суверенитет Испании. Летом 1789 года в Нутку прибыло несколько судов, торговавших мехом, британских и американских. Конфликт из-за суверенитета возник между капитаном британского Аргонавта Джеймсом Колнеттом и Мартинесом. К концу лета Мартинес арестовал Колнетта, захватил несколько британских кораблей и арестовал их экипажи. Колнетт приплыл в пролив Нутка, намереваясь построить постоянный торговый пост и колонию на земле, ранее приобретенной его деловым партнером Джоном Мирсом. В конце лета Мартинес покинул Нутку и отвез захваченные корабли и пленных в Сан-Блас в Новую Испанию. Новости об этих событиях спровоцировали конфронтацию между Испанией и Великобританией, известную как спор за залив Нутка, который чуть не привёл к войне. Крупная война из-за Британской Колумбии с британцами была разрешена мирным путем посредством Нуткаской конвенции, при этом обе стороны сохраняли свои претензии до тех пор, пока не будет принято окончательное решение в будущем.

### Соединенные Штаты унаследовали спор
В начале XIX века Испания была ослаблена из-за Наполеоновских войн и войн за независимость в испанских колониях, ей пришлось сражаться в Южной Америке против Симона Боливара и Сан-Мартина. В конце концов, Испания почувствовала, что в своем ослабленном состоянии она может уступить свои североамериканские территории Великобритании. В результате этого Испания решила передать свои претензии на части Северной Америки своему старому союзнику Соединенным Штатам во время американской революции через договор Адамса—Ониса 1819 года. Взамен США пообещали оплатить иски жителей США против правительства Испании на общую сумму 5 000 000 долларов. Следовательно, Соединенные Штаты Америки использовали свои унаследованные от Испании права для поддержки своих претензий к территории Орегон, которая состояла из Орегона и Британской Колумбии, во время пограничного спора в Орегоне с Великобританией.

## Население
Численность канадцев, идентифицирующих себя как испанцы, составляет 325 740 человек, включая лиц с разным этническим происхождением. Тем не менее, законы в Испании ограничивают людей, которых можно назвать испанцами, теми, кто может иметь испанское гражданство Европейского Союза. Например, латиноамериканец не будет считаться испанцем, пока не сможет доказать, что его предки когда-то имели испанский паспорт или гражданство. Фактическое население, которое можно по закону назвать испанцами, вероятно, составляет лишь небольшую часть от 325 730 человек. Эта ошибка возникает из-за того, что канадцы склонны слепо группировать всех латиноамериканцев, говорящих на испанском языке, как испанцев.
Испанские канадцы, имеющие испанское гражданство, в основном проживают в Эдмонтоне, Виннипеге, Ванкувере, Торонто, Монреале и Оттаве.
Испанцы живут во всех районах города Монреаль, а также в пригородах, таких как Доллар-дез-Ормо, Лаваль, Броссар и Гринфилд-Парк. «Испанского квартала» нет, но на бульваре Сен-Лоран в Монреале находятся испанские ассоциации, которые не следует путать с латиноамериканскими ассоциациями, а также испанская библиотека. Они, как правило, собираются вместе с другими южными европейцами, такими как португальцы, итальянцы и греки, а также с латиноамериканцами.
Испанское население в Онтарио и Квебеке было относительно небольшим до окончания Второй мировой войны и не оказало серьезного влияния на развитие или продвижение своего языка и культуры, в отличие от испаноязычного латиноамериканского сообщества. Отчасти это связано с тем, что испанское население в Канаде намного меньше по сравнению с испаноязычным латиноамериканским населением. Как правило, испанские канадцы во втором поколении, кажется, стали равнодушными или потеряли интерес к каким-либо связям с Испанией и легко были поглощены англофонной или франкофонной канадской культурой. Те испанские канадцы, которые сохранили свой язык, живут вместе или вступают в смешанные браки с испаноязычными латиноамериканскими канадцами. Испанский и французский являются романскими языками и имеют сходство в морфологии и синтаксисе.

### Демография
|                            |             |          |
| Провинция                  | Численность | Источник |
| Онтарио                    | 171,145     | [ 3 ]    |
| Квебек                     | 85,360      | [ 4 ]    |
| Британская Колумбия        | 64,470      | [ 5 ]    |
| Альберта                   | 48,055      | [ 6 ]    |
| Манитоба                   | 12,620      | [ 7 ]    |
| Саскачеван                 | 5,670       | [ 8 ]    |
| Новая Шотландия            | 4,295       | [ 9 ]    |
| Нью-Брансуик               | 2,550       | [ 10 ]   |
| Ньюфаундленд и Лабрадор    | 1,110       | [ 11 ]   |
| Остров Принца Эдуарда      | 510         | [ 12 ]   |
| Северо-Западные территории | 315         | [ 13 ]   |
| Юкон                       | 270         | [ 14 ]   |
| Нунавут                    | 75          | [ 15 ]   |
| Канада                     | 396,460     | [ 16 ]   |